# Luiza Ambiel
Maria Luiza Batista de Almeida (Itatiba, 25 de maio de 1972), mais conhecida pelo nome artístico de Luiza Ambiel, é uma atriz e produtora de televisão brasileira.

## Biografia
Nascida em uma família humilde de Itatiba, no interior de São Paulo, Luiza é filha da costureira Luzia Batista de Almeida. Para ajudar no sustento do lar, começou a trabalhar aos 9 anos como babá. Na adolescência trabalhou como operária de produção de uma fábrica de tecelagem, auxiliar administrativa, costureira e cabeleireira. Nesta época viveu nas cidades de Barra Mansa, no interior fluminense, e em Indaiatuba, no interior paulista. Se casou aos 16 anos e se separou aos 22, tendo nesse relacionamento tirado o sobrenome dos pais para agregar o Ambiel do marido.
Com o sonho de ser artista, mudou-se sozinha para São Paulo aos 18 anos, onde estudou teatro e trabalhou como modelo fotográfica. 

## Carreira
Após ser aprovada em uma seleção de atores no SBT, fez participações especiais nas novelas As Pupilas do Senhor Reitor, Sangue do Meu Sangue e Razão de Viver. Na mesma emissora fez testes para ser a protagonista da telenovela Pequena Travessa. Seu sucesso nessa emissora ocorreu no quadro Banheira do Gugu do Domingo Legal. Luiza também fazia shows onde cobrava, no mínimo, R$ 4 mil para fazer a brincadeira da banheira com o público dos shows. Esta brincadeira da banheira fez tanto sucesso que Luiza se apresentou na Europa, Estados Unidos e Japão. Num evento, chegou a entrar na banheira sete vezes por dia, durante onze dias seguidos. Pela caravana do Gugu Liberato, Luiza participou do comício do candidato José Serra na eleição municipal de São Paulo em 1996.
Após a banheira, lançou um livro Na Banheira com Luiza Ambiel escrito por João Henrique Schiller. Também foi aluna do primeiro ano de Jornalismo na Uniban. Foi musa do carnaval da Vai-Vai.
Em 2011, recebeu o título de musa do time de futebol GRESAG.
Entre 2013 e 2014, estrelou nos teatros a comédia "Nua na Plateia", onde interpretava uma top model internacional.
Em março de 2020 foi confirmada como uma das dez celebridades do reality show Made In Japão da RecordTV.
No dia 8 de setembro de 2020, foi confirmada como uma das vinte participantes da décima segunda temporada do reality show A Fazenda, sendo a sexta eliminada da competição em uma roça contra Mateus Carrieri e MC Mirella com 11,01% dos votos para ficar.
Em 2021, estrela o reality show "Famosos em Apuros", do programa Hora do Faro da RecordTV. No mesmo ano, estreia seu perfil no site OnlyFans.

## Vida pessoal
Conhecida por sua discrição na vida pessoal, manteve relacionamentos casuais com atores, cantores e modelos. Dentre seus relacionamentos públicos mais conhecidos, figura-se o cantor Luiz Carlos, do grupo Raça Negra. Ambos ficaram juntos por seis meses, em 1996. Em entrevistas revelou que o término se deu porque ela descobriu que ele era casado, após a esposa dele ligar para ela. Em entrevistas disse ter ficado magoada e que levou mais de um ano para deixar de gostar dele. Também contou que o mesmo ficou perseguindo-a e insistindo para reatarem, mas ela exigia que ele se separasse, porém ele só parou de importuná-la quando ela se vingou, o traindo com um homem anônimo.
Outro relacionamento sério que ficou conhecido no meio artístico foi com o ator e nadador Rômulo Arantes, com quem namorou por um ano, entre idas e vindas, de 1997 a 1998. Em entrevistas, revelou que ele estava recém-separado e a família não aceitou o envolvimento de ambos. Também informou que sofreu pelo falecimento dele e que na época ambos queriam casar-se.
Também revelou ter sido assediada por Fábio Assunção em 2000. Ela era repórter nesta época, e o entrevistou, logo depois ele a convidou para ir ao motel, porém não poderiam ser vistos em público. Ela confessou em entrevistas que tinha se interessado por ele, mas após esse convite, se desinteressou na mesma hora, recusando a proposta.
Em 2002, durante sua participação no programa Casa dos Artistas 3, se envolveu com o vencedor do reality, o ator e triatleta Sérgio Paiva Montenegro, conhecido como Serginho.
Ainda em 2002 iniciou um namoro com o veterinário Jorge Nunes Sampaio. Em 2004 o casal foi morar juntos, e em 7 de dezembro de 2007 deu à luz a sua única filha, Gabriela Batista de Almeida Sampaio, nascida de parto cesariana, em São Paulo.
Em 2020, no programa A Fazenda 12, teve um affair com Lucas Strabko, o "Cartolouco".

## Filmografia

### Televisão
| Ano         | Programa                    | Função                   | Notas                         |
| ----------- | --------------------------- | ------------------------ | ----------------------------- |
| 1994 – 1998 | Domingo Legal               |                          |                               |
| 1995        | As Pupilas do Senhor Reitor |                          | participação                  |
| 1995        | Sangue do Meu Sangue        |                          | participação                  |
| 1996        | Razão de Viver              |                          | participação                  |
| 1999        | Ô... Coitado!               | Normanda                 | Episódio: "O Fantasma Alegre" |
| 2002        | Casa dos Artistas           | Participante (5º lugar)  | Temporada 3                   |
| 2002        | Domingo Legal               | Repórter                 |                               |
| 2003        | Mulheres                    | Repórter                 |                               |
| 2004 – 2006 | A Praça é Nossa             | Vários personagens       |                               |
| 2008 – 2018 | Mesa Redonda                | Produtora                |                               |
| 2008 – 2018 | Gazeta Esportiva            | Produtora                |                               |
| 2020        | Made In Japão               | Participante             |                               |
| 2020        | A Fazenda                   | Participante (15º lugar) | Temporada 12                  |

### Internet
| Ano           | Título                | Cargo         | Plataforma |
| ------------- | --------------------- | ------------- | ---------- |
| 2013–presente | Na Banheira com Luiza | Apresentadora | YouTube    |
| 2021          | Bate Boca Brasil      | Apresentadora | Metrópoles |

## Teatro
| Ano     | Título                              | Personagem      |
| ------- | ----------------------------------- | --------------- |
| 2000–01 | Uma por Todas e Salve-se Quem Puder | Duane           |
| 2006    | Um Certo Machão                     |                 |
| 2006–08 | Acredite, Um Espírito Baixou em Mim |                 |
| 2013    | Não Consigo Guardar Segredo         |                 |
| 2013–14 | Nua na Platéia                      | Gabriela        |
| 2017–18 | Vende-se uma Banheira               | Stand up comedy |